# Turridrupa cerithina
Turridrupa cerithina is een slakkensoort uit de familie van de Turridae. De wetenschappelijke naam van de soort is voor het eerst geldig gepubliceerd in 1838 door Anton.